# П'єр Брассо

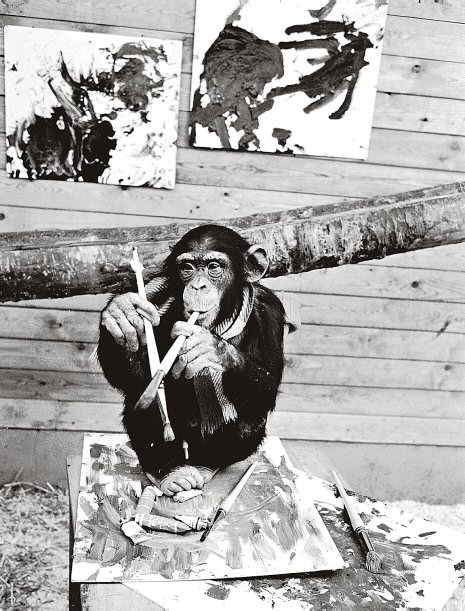
Художником П'єром Брассо насправді виявився чотирирічний шимпанзе Пітер

П'єр Брассо (фр. Pierre Brassau) — вигаданий художник-авангардист, картини якого, виставлені на художній виставці в Гетеборзі у 1964 році, викликали захоплення у критиків. Автором робіт насправді виявився чотирирічний шимпанзе на ім'я Пітер із зоопарку шведського містечка Бурос, а сама його участь у виставці — жартом.

## Містифікація з П'єром Брассо
Ідея містифікації належала журналісту шведського таблоїда «Göteborgs-Tidningen» Еке «Даку» Аксельсону, який вирішив перевірити чи можуть художні критики відрізнити роботи справжніх авангардистів від малюнків, зроблених мавпою. Разом із художником Інгве Функегардом вони вирішили експонувати на виставці серію картин, зроблених приматом, представивши їх як роботи раніше невідомого французького художника П'єра Брассо.
Жартівники умовили доглядача місцевого зоопарку дати олійні фарби і пензлі шимпанзе. Чотирирічній мавпі на ім'я Пітер процес малювання прийшов до вподоби, особливо сподобався терпкий аромат синього кобальту. Коли врешті-решт він почав мазати фарбу на полотнах, через його смакові переваги, темно-сині кольори зайняли чільне місце в його «роботах». Після того, як Пітер створив кілька картин, Аксельсон вибрав найкращі чотири з них і домовився, що вони будуть виставлені в галереї Christinae в Гетеборзі.
Роботи «майстра» відразу привернули до себе увагу. Зокрема мистецтвознавець, оглядач «Göteborgs-Posten» Рольф Анденберг захоплено писав у газеті: «П'єр Брассо пише потужними мазками, його пензель звивається на полотні з шаленою витонченістю… П'єр — художник, що виступає з делікатністю балетного танцюриста…». А один з колекціонерів навіть купив картину художника за 90 доларів (еквівалентне близько $500 нині). Цікаво, що навіть після того, як містифікація була розкрита, Анденберг продовжував наполягати, що картини Брассо в той день були найкращими в експозиції.
Після скандалу про роботи П'єра Брассо не згадували, а у 1969 році Пітер був переданий Честерському зоопарку в Англії, де прожив до кінця життя.

## Інші випадки з художниками-мавпами
У грудні 2005 року німецькі газети повідомили, що директора Державного художнього музею в Моріцбурзі, Саксонія Катю Шнайдер, попросили визначити художника — автора однієї картин. Експерт припустила, що робота схожа на твори Ернста Вільгельма Ная, що відомий використанням вкраплення кольору. Насправді, надана на експертизу картина була малюнком тридцятиоднорічної самиці-шимпанзе на ім'я Банджі із зоопарку Галле. Коли її помилка була виявлена, доктор Шнайдер зізналася: «Я вважаю, що це вийшло дещо поспішно». За словами людей, що спостерігали за «творчістю» Банджі, мавпа насолоджувалася живописом, хоча більшість її робіт дотепер не збереглися.